# Чемпионат Польши по регби-7 среди женщин
Чемпионат Польши по регби-7 среди женщин (пол. Mistrzostwa Polski w rugby 7 kobiet) — ежегодное польское национальное соревнование по регби-7, проходящее с участием женских регбийных команд. Впервые было проведено в 2003 году, однако регулярным стало только в 2008 году.

## История и система розыгрыша
Первые женские команды по регби-7 появились в Польше в 2001 году. В 2003 году был организован первый розыгрыш чемпионата Польши по регби-7 с участием трёх команд: «Хулс Гёрлз» (Гдыня), «Тыгрысице» (Сохачев) и «Пираньи» (Сопот). Следующий турнир был разыгран уже только в 2008 году, но уже с участием шести команд. В 2009 году формат розыгрыша стал включать несколько этапов, по итогам выступления в которых и определялся итоговый чемпион Польши. Так, в 2009 году прошли три турнира с участием семи команд, в 2010 и 2011 годах — четыре турнира с участием восьми команд, в 2012 году — шесть турниров с участием девяти команд. В том же 2012 году турнир получил название Гран-При чемпионата Польши (пол. Grand Prix za mistrzostwa Polski). В 2013 году в связи с переходом с системы розыгрыша «весна — осень» на систему «осень — весна» титул чемпионок было принято присуждать только победителю по сумме трёх весенних розыгрышей, а в том турнире приняло участие 12 команд. В сезоне 2013/2014 было проведено шесть турниров с участием десяти команд, в сезоне 2014/2015 — семь турниров с участием 14 команд, а начиная с сезона 2015/2016 — восемь турниров. В связи с пандемией COVID-19 в сезоне было разыграно только 6 турниров.
В 2016 году турнир был разделён на две лиги: в сезоне 2016/2017 года в Лиге A соревновались шесть команд, в Лиге B — все остальные участницы. В сезоне 2017/2018 четыре команды выступали в Экстралиге, ещё четыре команды в Первой лиге (I лига), все остальные — во Второй лиге (II лига). В турнирах чемпионата Польши участвуют команды всех лиг, но играют только с командами из своей лиги. Сначала проводятся матчи предварительного этапа по принципу «каждый с каждым», затем играются полуфиналы (первая команда против четвёртой, вторая против третьей), матч за третье место и финал. Команда, которая занимает 4-е место в Экстралиге или Первой лиге, выбывает в турнир ниже, а команда Первой или Второй лиги заменяет её. Все понижения и повышения в классе проходят в каждом турнире. Если команда не заявлена турнир, то она автоматически переводится в лигу ниже, а её заменяет другая команда из той лиги. В зачёте каждого турнира первые четыре места разыгрываются между командами Экстралиги, места с 5-го по 8-е — между командами Первой лиги, места от 9-го и ниже — между командами Второй лиги.

## Призёры
| Сезон     | Чемпион                 | Серебряный призёр            | Бронзовый призёр          |
| --------- | ----------------------- | ---------------------------- | ------------------------- |
| 2003      | Хулс Гёрлз (Гдыня)      | Пираньи (Сопот)              | Тыгрысице (Сохачев)       |
| 2008      | Хулс Гёрлз Арка (Гдыня) | Чарне (Прущ-Гданьский)       | Тыгрысице (Сохачев)       |
| 2009      | Арка (Гдыня)            | Тыгрысице (Сохачев)          | Лехия (Гданьск)           |
| 2010      | Арка (Гдыня)            | Лехия (Гданьск)              | Тыгрысице (Сохачев)       |
| 2011      | Лехия (Гданьск)         | Варшава Фрогз                | Тыгрысице Оркан (Сохачев) |
| 2012      | Лехия (Гданьск)         | Тыгрысице Оркан (Сохачев)    | Дьяблице (Руда-Слёнска)   |
| 2013      | Лехия (Гданьск)         | Дьяблице Иглу (Руда-Слёнска) | Тыгрысице Оркан (Сохачев) |
| 2013/2014 | Лехия (Гданьск)         | Дьяблице Иглу (Руда-Слёнска) | Блэк Роузес Познания      |
| 2014/2015 | Бяло-Зелёне (Гданьск)   | Блэк Роузес Познания         | Дьяблице (Руда-Слёнска)   |
| 2015/2016 | Бяло-Зелёне (Гданьск)   | Блэк Роузес Познания         | Легия (Варшава)           |
| 2016/2017 | Бяло-Зелёне (Гданьск)   | Легия (Варшава)              | Блэк Роузес Познания      |
| 2017/2018 | Бяло-Зелёне (Гданьск)   | Блэк Роузес Познания         | Легия (Варшава)           |
| 2018/2019 | Бяло-Зелёне (Гданьск)   | Блэк Роузес Познания         | Ювения (Краков)           |
| 2019/2020 | Бяло-Зелёне (Гданьск)   | Блэк Роузес Познания         | Легия (Варшава)           |
| 2020/2021 | Бяло-Зелёне (Гданьск)   | Легия (Варшава)              | Блэк Роузес Познания      |